# 比薩植物園
比薩植物園（義大利語：Orto botanico di Pisa）是位於義大利中部城市比薩，由比薩大學管理的一座植物園。植物園成立於1544年，是歐洲第一所大學植物園。

## 外部連結

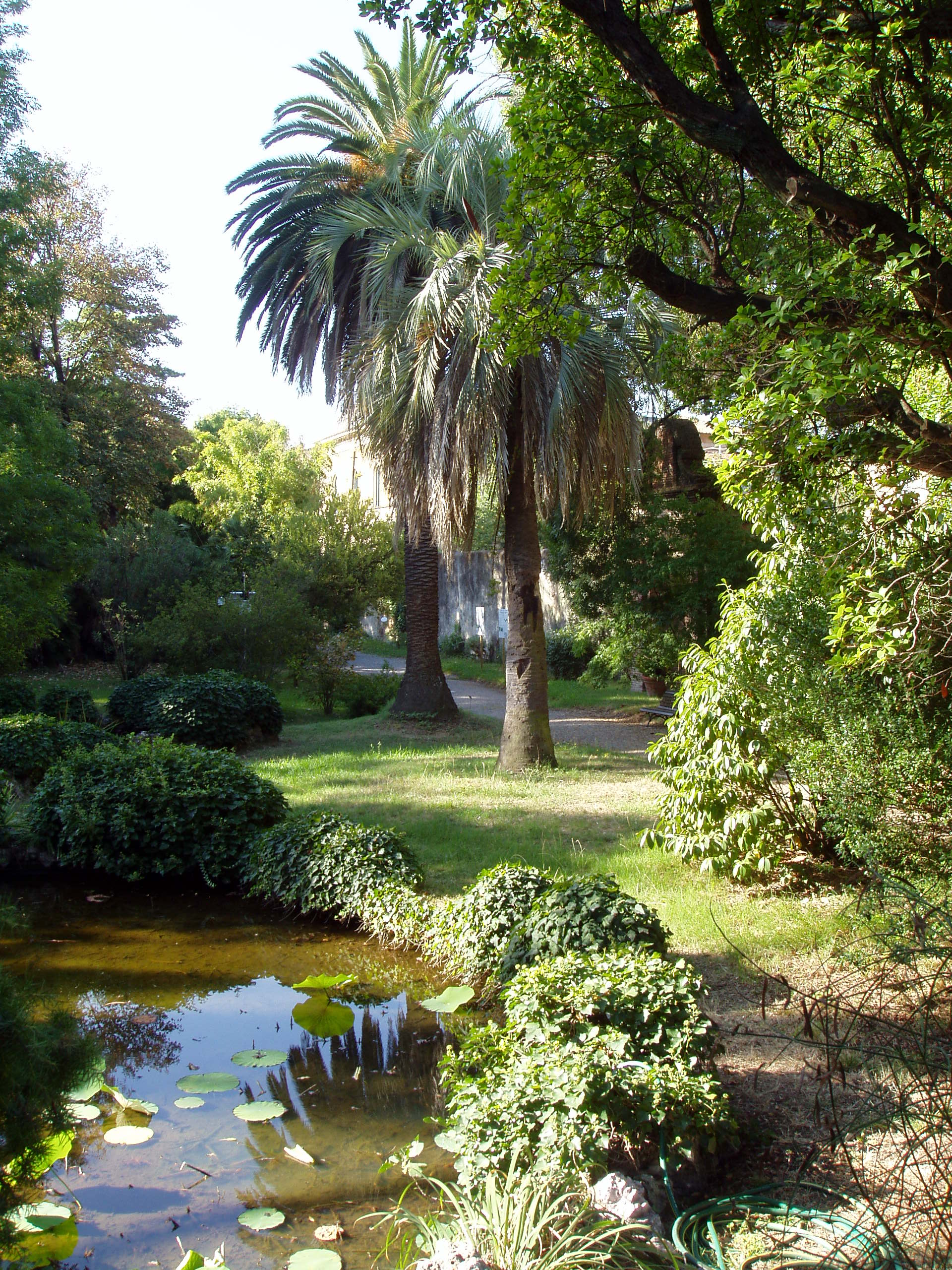
比薩植物園

- University of Pisa website for the Orto botanico di Pisa